# Sciurus richmondi
Lo scoiattolo di Richmond (Sciurus richmondi Nelson, 1898) è una specie di scoiattolo arboricolo del genere Sciurus endemica del Nicaragua.

## Descrizione
Lo scoiattolo di Richmond misura 32-39,1 cm, dei quali 15,1-18,4 costituiti dalla coda; pesa 208-284 g. Nella colorazione ricorda molto sia lo scoiattolo di Deppe (Sciurus deppei) che quello dalla coda rossa (Sciurus granatensis): le regioni superiori sono di un marrone-ocra scuro uniforme, mentre quelle inferiori sono camoscio-giallastre o arancio-giallastre; la coda è di colore ocra scuro sopra e ocra-tenné sotto.

## Distribuzione e habitat
Lo scoiattolo di Richmond vive esclusivamente nel Nicaragua, nella metà del Paese rivolta verso il mar dei Caraibi, dal livello del mare fino a 1000 m di quota. È specie propria delle foreste tropicali.

## Biologia
Le abitudini dello scoiattolo di Richmond sono poco conosciute. È un animale diurno e probabilmente solitario. Va in cerca di cibo sul terreno e nel sottobosco e solo raramente è stato visto nella volta della foresta. La stagione riproduttiva va da febbraio a settembre, e sono state registrate nidiate di 2-3 piccoli.

## Conservazione
Sebbene sia ancora relativamente diffuso, la deforestazione e la caccia potrebbero, a lungo andare, minacciare questa specie, e pertanto la IUCN la inserisce tra quelle prossime alla minaccia.